# 韩国产业银行
韩国产业银行（：／, Korea Development Bank, KDB）成立于1954年，是韩国一家国有政策性银行。韩国产业银行成立之初是为发展韩国的工业化提供融资。韩国产业银行目前已经发展成为企业金融专业银行，在韩国国内外设有分支机构，为企业提供资金支援、资金中介、金融咨询和商业分析等综合性金融服务。